# Samir Avdić
Samir Avdić (Sarajevo, 21 marzo 1967) è un ex cestista bosniaco, fino al 1992 jugoslavo.

## Carriera
Con la Bosnia ed Erzegovina ha disputato due edizioni dei Campionati europei (1993, 1997).